# Kostel Panny Marie (Opočno)
Hřbitovní kostel Panny Marie v Opočně, někdy označován jako Městská koncertní síň Opočno či Mariánský kostelík, je bývalý, v současnosti odsvěcený kostel ve vlastnictví města Opočna. Je chráněn jako kulturní památka České republiky.

## O kostelíku
Stavba stojí v areálu starého hřbitova v jihovýchodní části města. Na jejím místě stál původní farní dřevěný kostel zmiňovaný k roku 1361, který byl přestavěn za Jana Rudolfa Trčky z Lípy na konci 16. století stavitelem Simonem de Paret.

Dnešní objekt je renesanční stavba z počátku 17. století s pseudorenesančním zařízením s hodnotnou výtvarnou výzdobou vnitřních omítek a oken a klasicistním čelem stavby z úpravy v letech 1883–1884.
V roce 1810 nechal ve staré farním kostele kníže Rudolf Josef Colloredo-Mannsfeld (1772–1843) vystavět rodinnou hrobku, do které nechal převézt své předky z části pochované na panství Sierndorf a z části v rodinné hrobce ve františkánském klášterním kostele sv. Jeronýma ve Vídni. Hrobka nese nápis: Dilectis Patribus Rudolphus. Stavební práce prováděl stavitel Zohorna, který empírově upravil západní průčelí kostela a současně vystavěl pod kostelní lodí hrobku majitelů panství. Hrobku užívá rodina Colloredo-Mansfeld dodnes.
Drobným barokním skvostem je vedle stojící márnice. Výstavba mohutné renesanční zvonice proběhla v roce 1596, těsně před výstavbou zděného kostela. V kostele jsou uloženy bohatě zdobené kované pozdně gotické dveře, dříve osazené v klasicistním portálu sakristie, které zřejmě pocházejí z původního hradu Opočno. Hřbitov, kam se pochovávali zemřelí z okolí, byl zrušen v roce 1881. Nejstarší náhrobník pochází z roku 1603, nachází se uvnitř kostela. V roce 1864 zde byl pochován zakladatel zdejší nemocnice MUDr. František Alois Skuherský, otec Františka Zdeňka Skuherského. Na hřbitov byla přemístěna socha sv. Jana Nepomuckého.
Kostelík, jehož vlastníkem je město Opočno, se využívá k pořádání kulturních akcí, zejména koncertů klasické hudby, které pořádá Kruh přátel hudby Opočenská beseda. Prostor slouží také ke svatebním obřadům a k vítání významných osobností ve městě.

## Varhany v Mariánském kostelíku
V roce 2006 byly vpředu, v místech bývalého oltáře, postaveny nové koncertní varhany. Dvoumanuálový mechanický zásuvkový nástroj postavil varhanář Vít Mišoň z Mladých Buků. Nástroj má bohatou dispozici s 24 registry, rozsahy manuálů do g3 a pedálu do f1. Od roku 2006 se zde koná varhanní festival Mladé varhany.

## Galerie

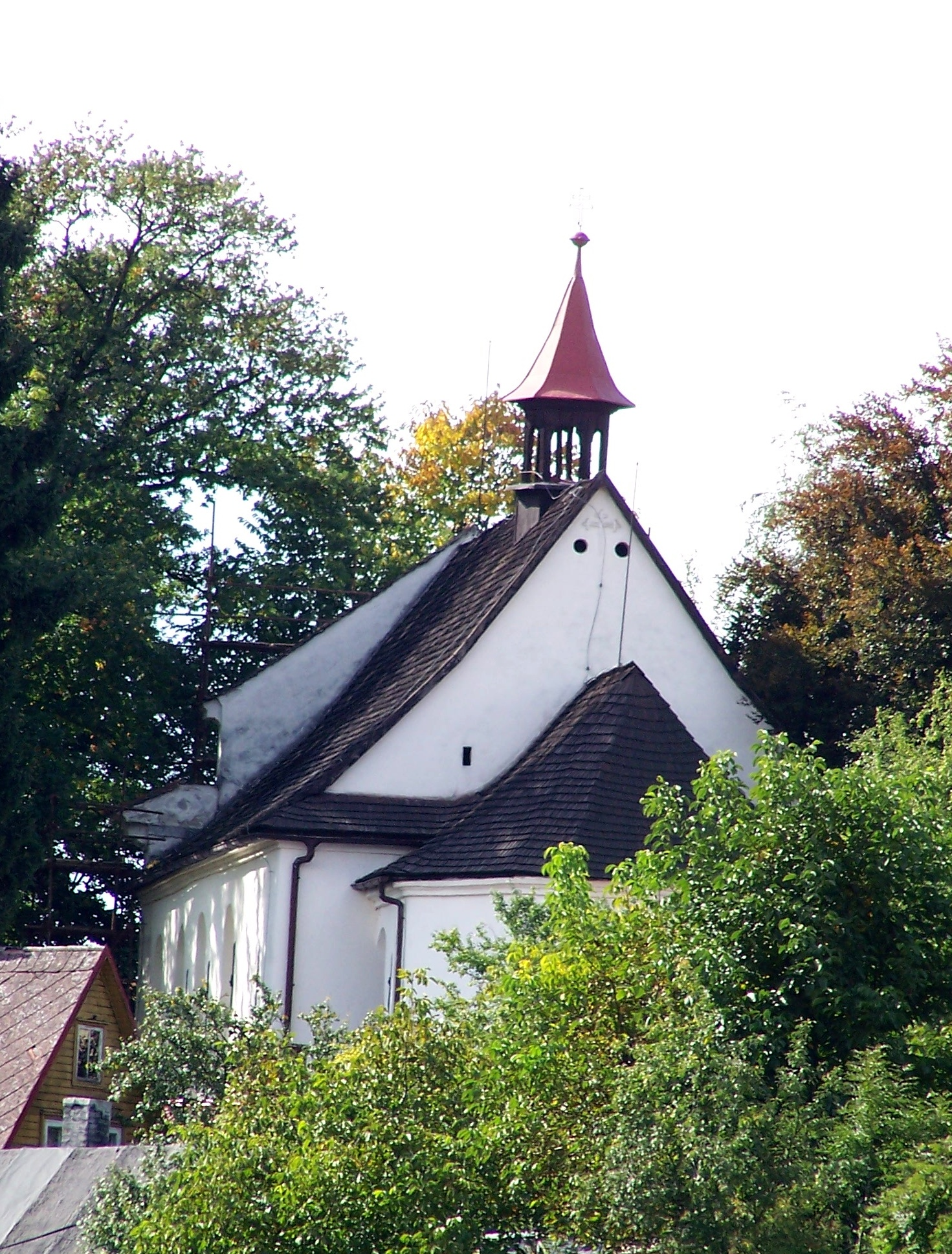
Kostel Panny Marie (zadní pohled z místní části Švamberk)
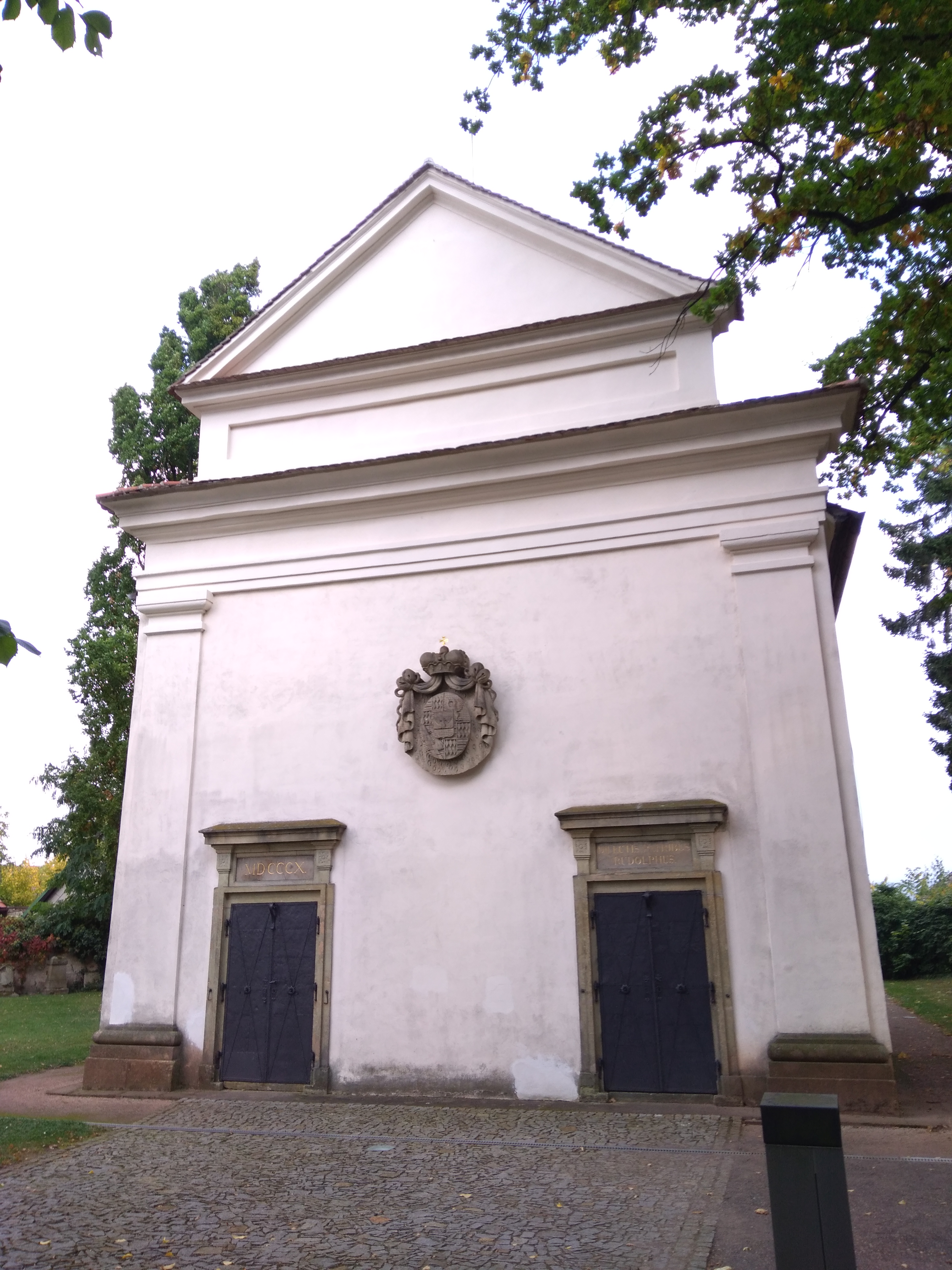
Kostel Panny Marie v Opočně (čelní pohled)
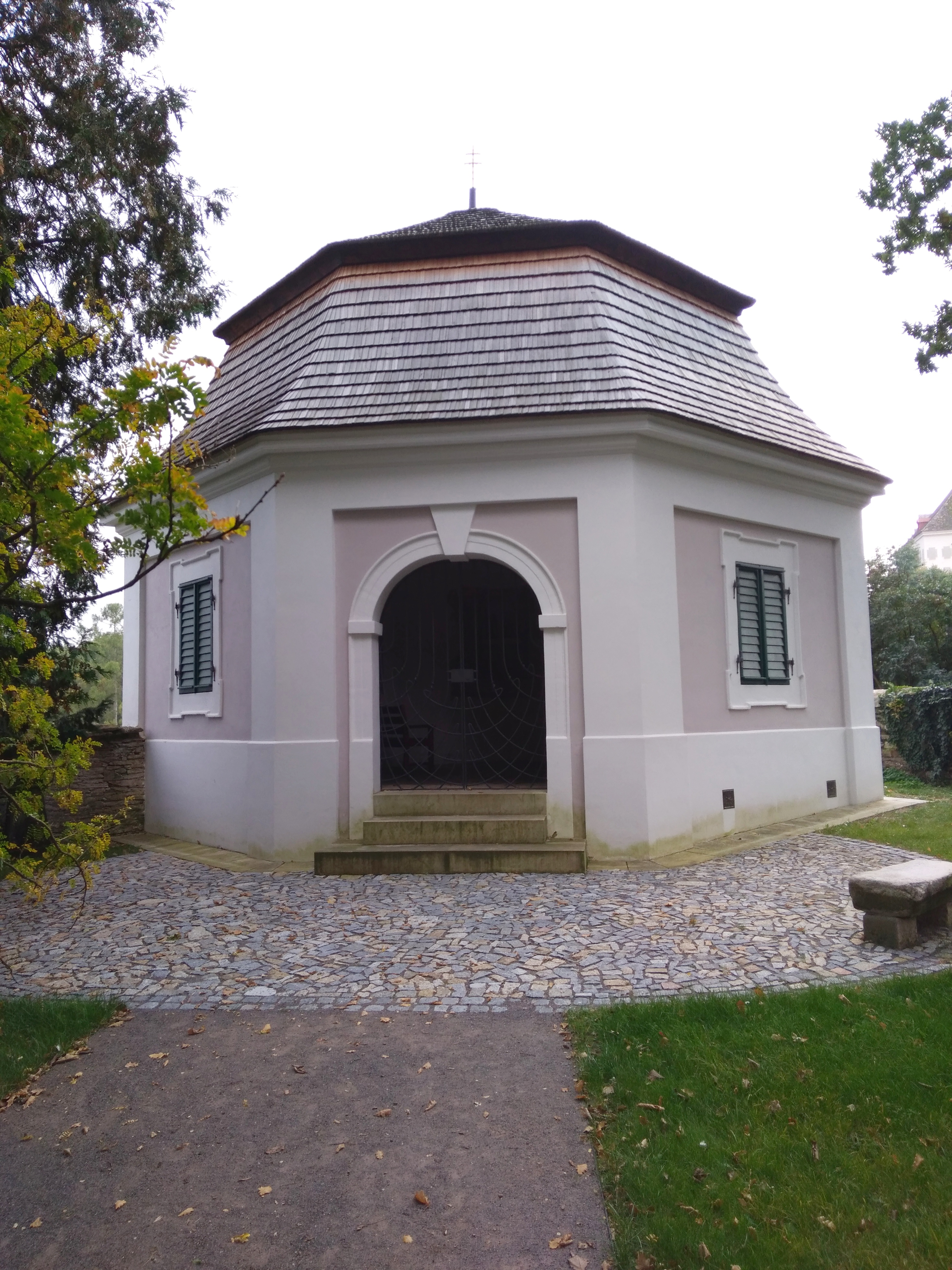
Barokní márnice u kostela Panny Marie
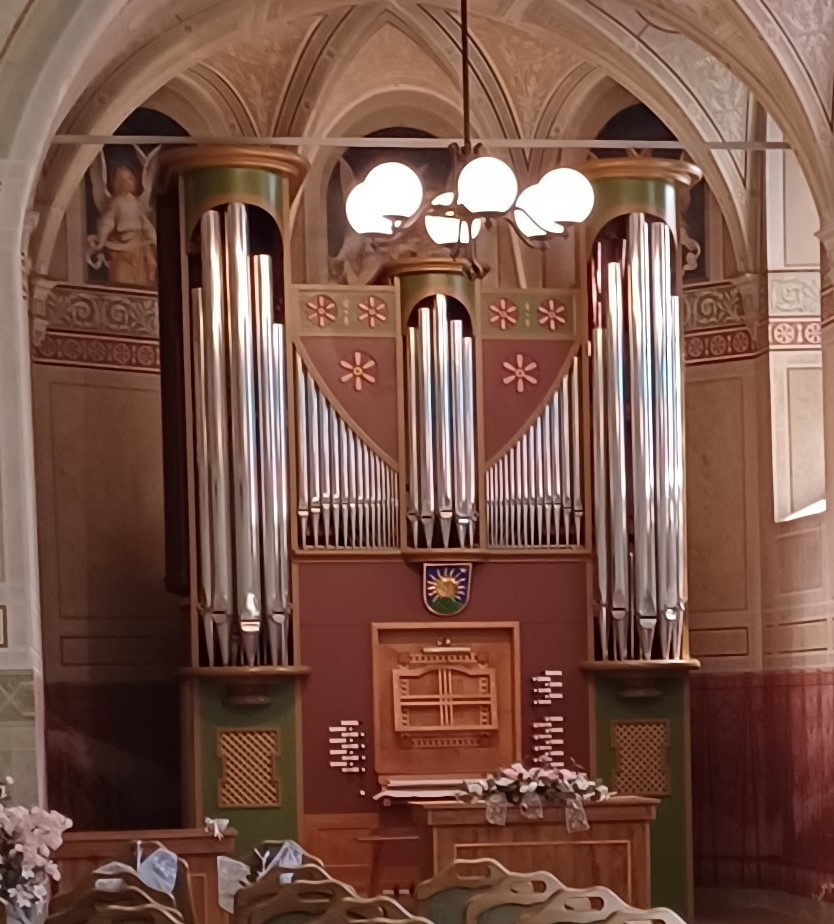
Dvoumanuálové mechanické zásuvkové varhany
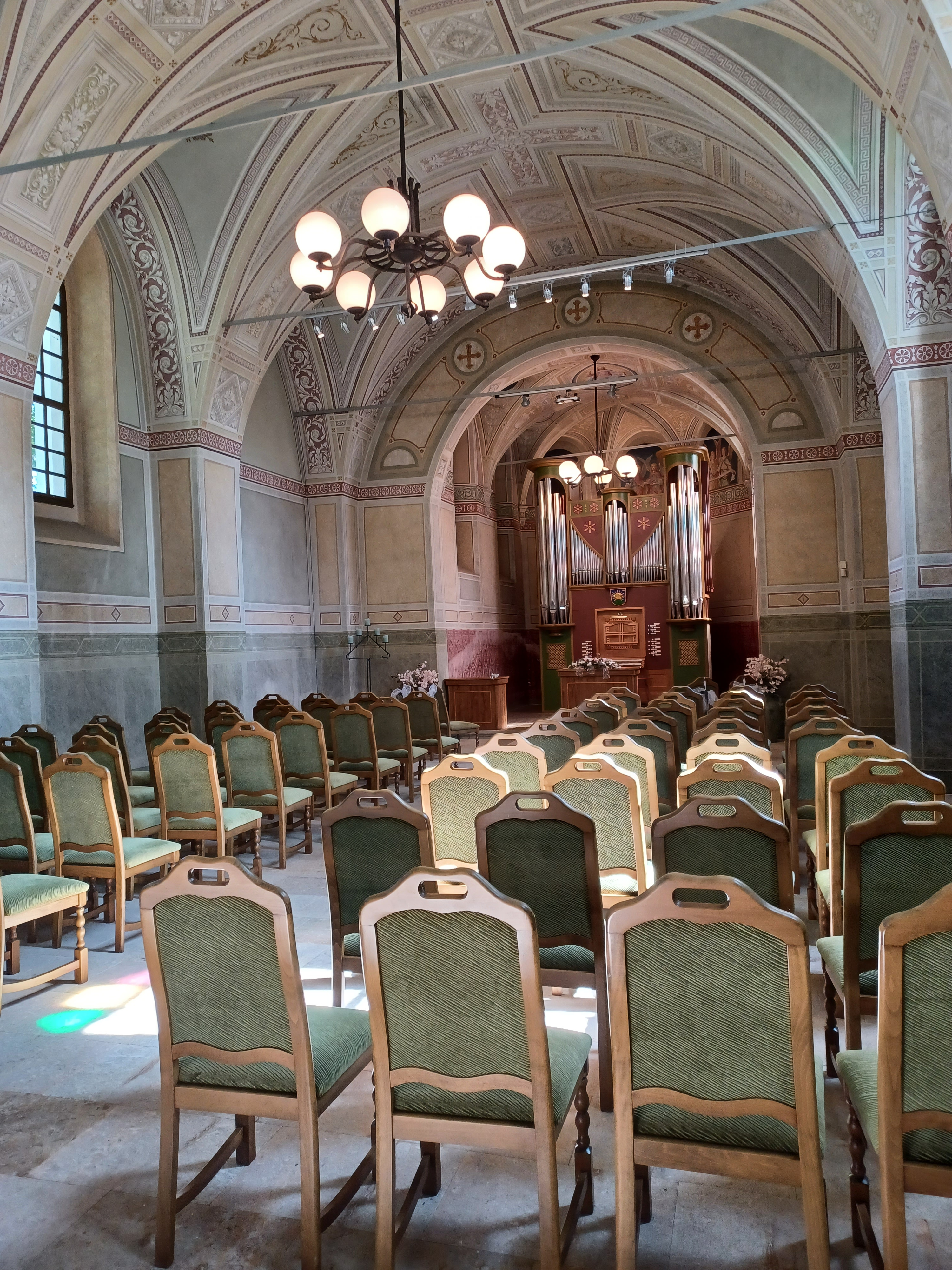
Celkový pohled na interiér Kostela Panny Marie v Opočně
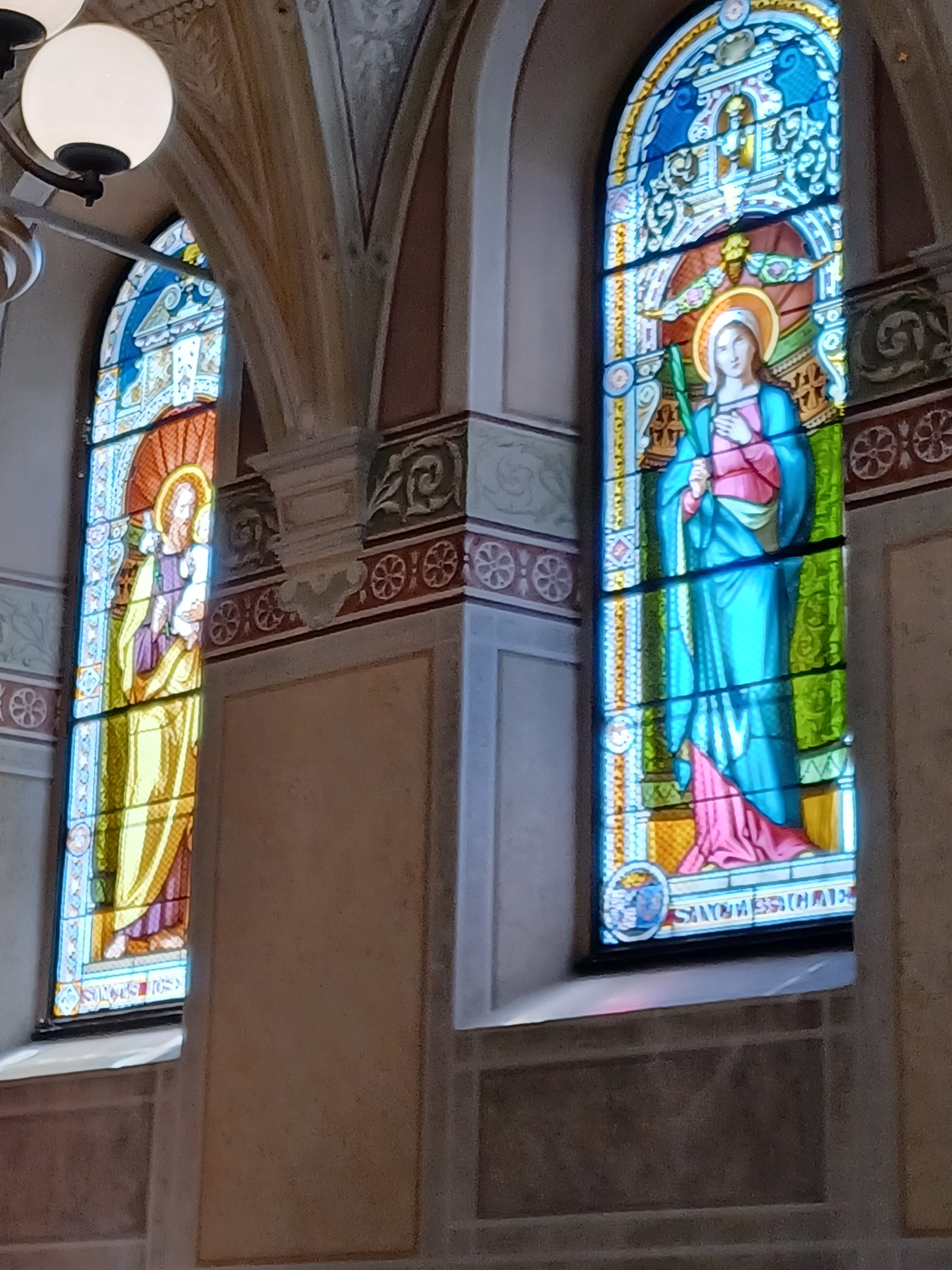
Vitrážová okna v kostele Panny Marie v Opočně (1)
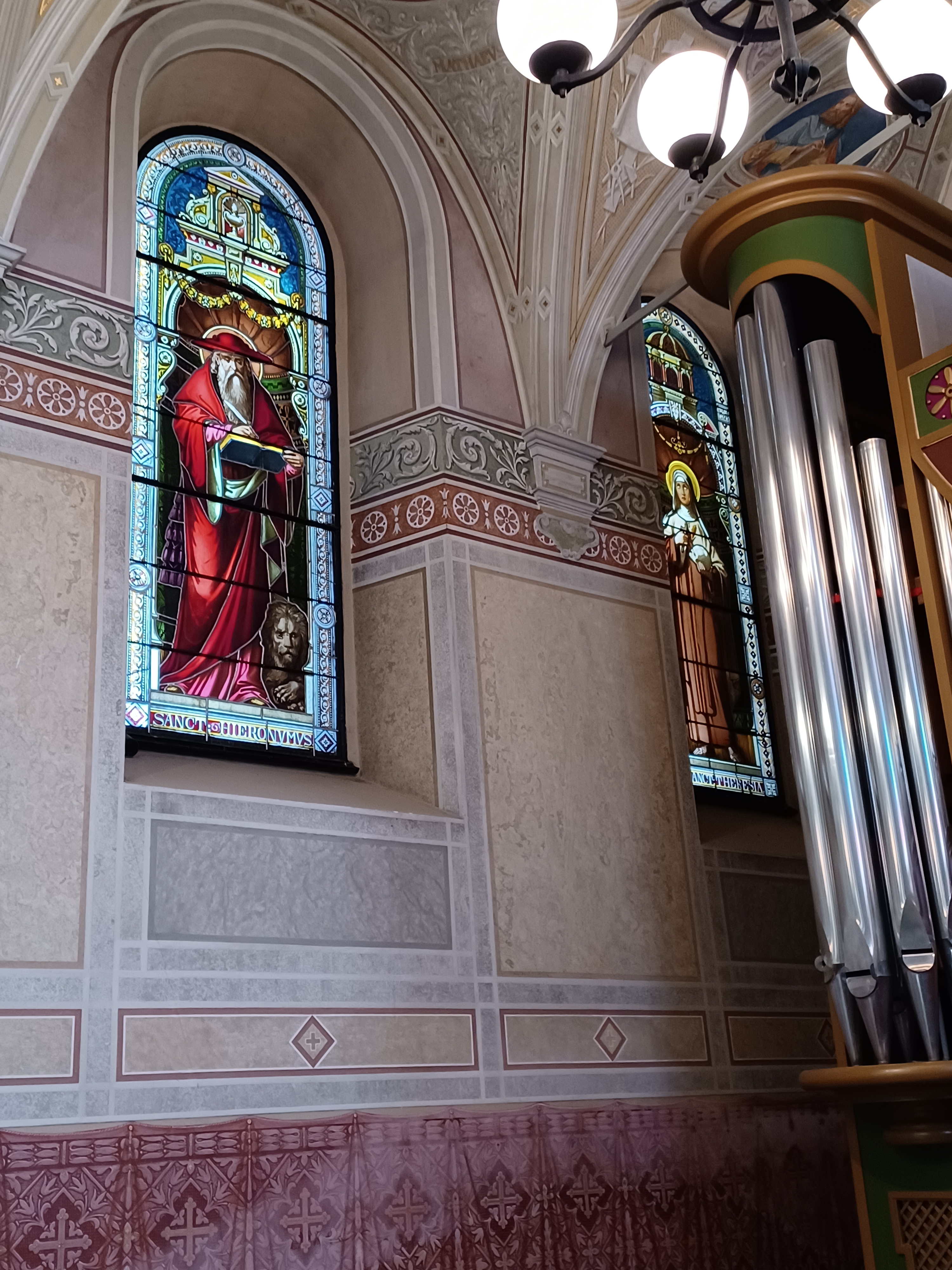
Vitrážová okna v kostele Panny Marie v Opočně (2)
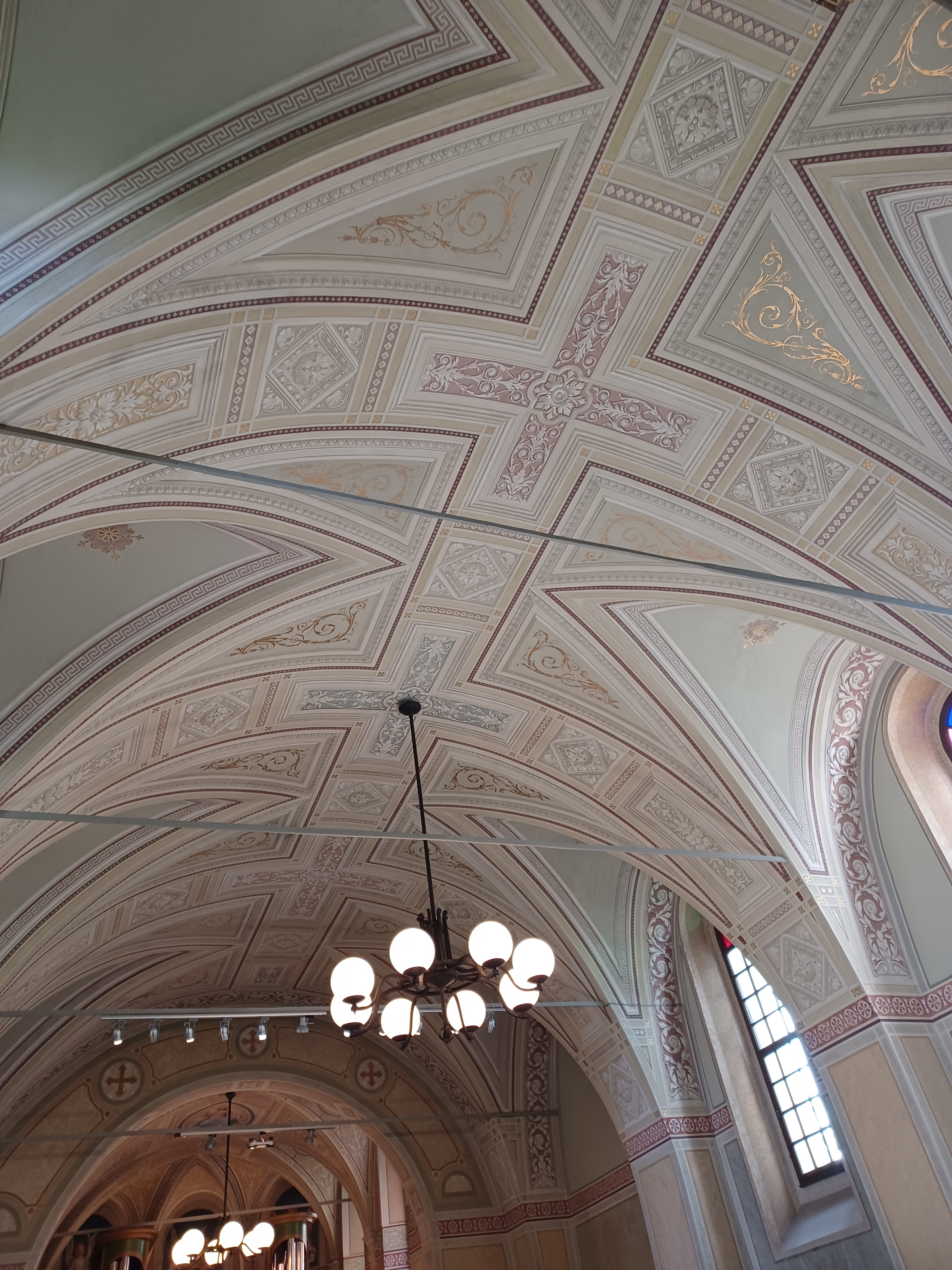
Výzdoba stropu v kostele Panny Marie v Opočně